# Лоуренс, Томас (художник)
Сэр То́мас Ло́уренс, Лоренс, Лауренс (англ. Thomas Lawrence; 13 апреля 1769, Бристоль — 7 января 1830, Лондон) — английский живописец, рисовальщик и коллекционер. Крупнейший портретист Великобритании последней трети XVIII — первой трети XIX века, один из ключевых представителей раннего романтизма. Академик (с 1794; ассоциированный член с 1791) и пятый президент (с 1820) Королевской академии художеств в Лондоне.

## Биография
Томас Лоуренс родился 13 апреля 1769 года в городе Бристоле.
Отец Лоуренса содержал небольшую гостиницу, но в конце концов разорился — и оказалось, что основным источником средств для семьи Лоуренсов является талант рисовальщика у их сына. В 1782 году Лоуренсы поселились в курортном городке Бат, где юный художник хорошо зарабатывал карандашными портретами.
В 1787 году Лоуренс отправился в Лондон, где был тепло принят Рейнольдсом и поступил студентом в Королевскую академию художеств; в 1790 году пишет портрет мисс Фаррен (впоследствии леди Дерби), который делает Лоуренса ещё более знаменитым. В том же году, несмотря на то, что избираться в академики можно было с 24 лет, его кандидатуру в члены корреспонденты королевской академии ставят, однако не избирают, — три голоса против шести; на это место избирается Уитли. Уже в 1791 году был избран её членом-корреспондентом, а в 1794 году — полным академиком.
В 1815 году Лоуренс получает звание рыцаря.
В 1818—1820 годах Лоуренс находился в Европе, рисуя различных знатных особ в Вене, Риме и Ахене (где в это время проходил международный конгресс). По возвращении в Лондон он был избран президентом Академии художеств.
Скончался 7 января 1830 года в Лондоне; похоронен в крипте Собора Святого Павла.
Среди учеников — Теодор фон Холст.

## Галерея

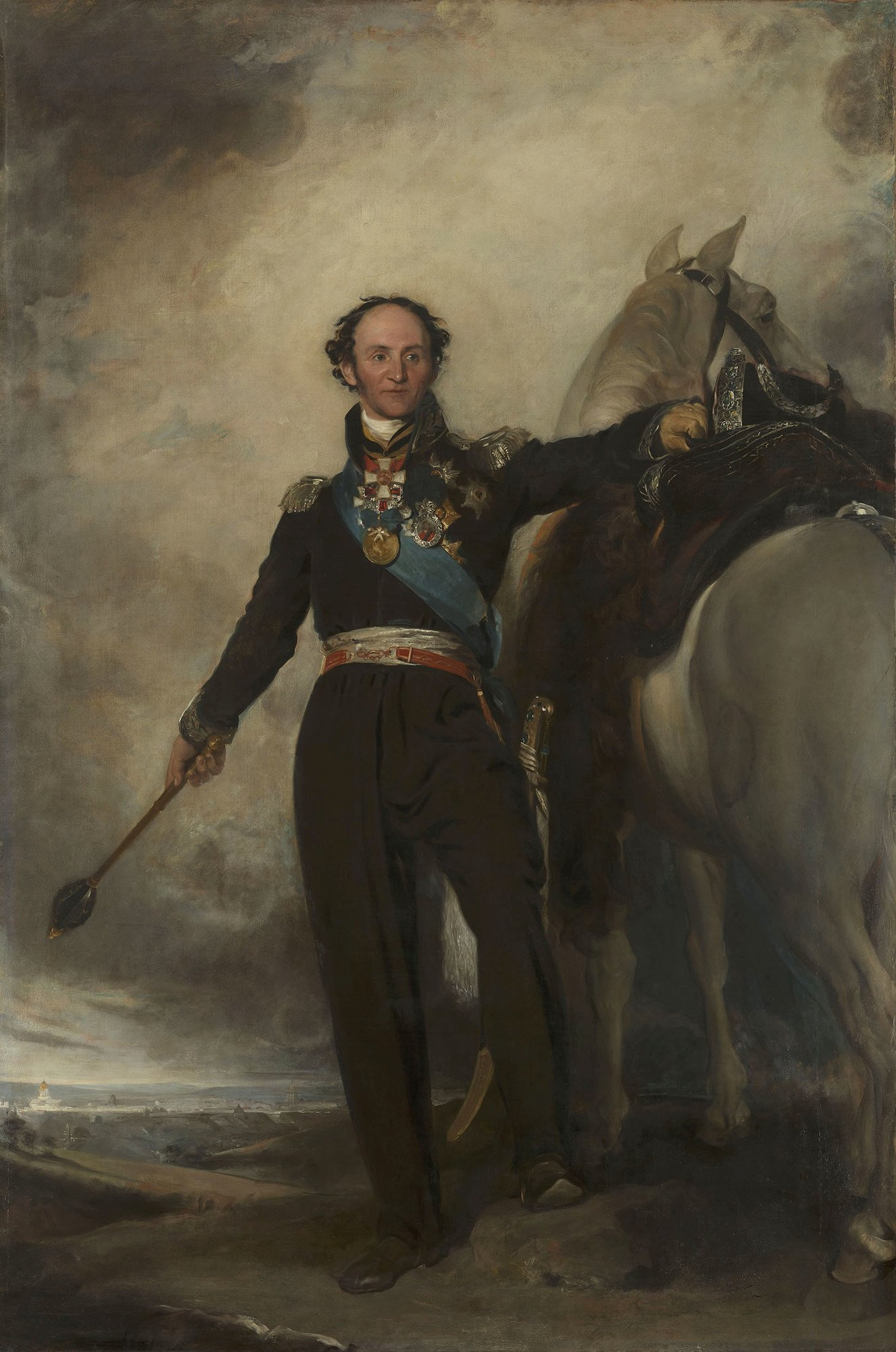
Атаман Матвей Иванович Платов во время визита в Англию, 1814.
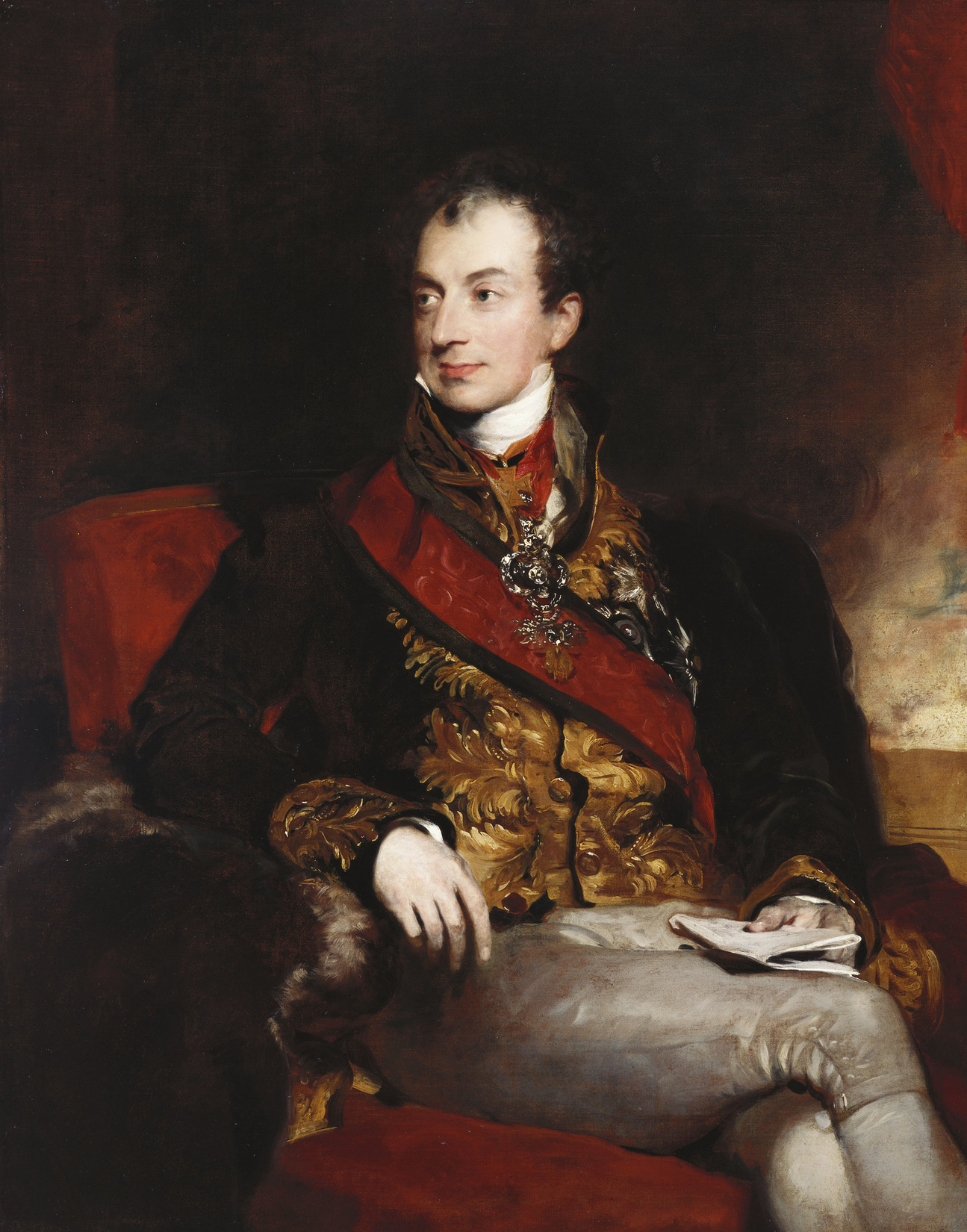
Клеменс фон Меттерних, 1815.
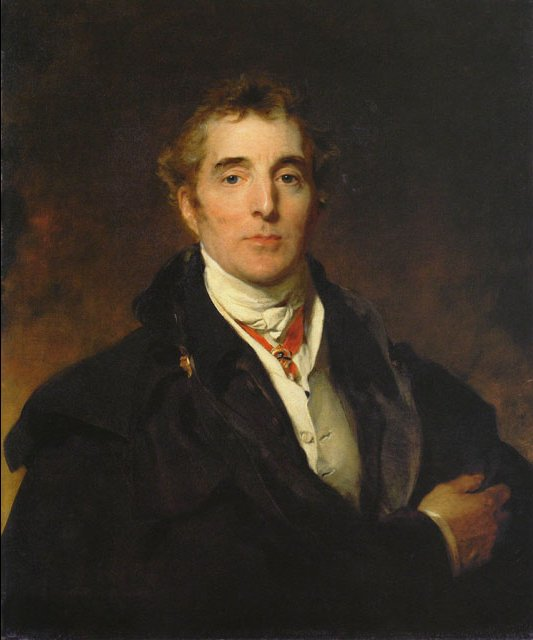
Артур Уэлсли, герцог Веллингтон.
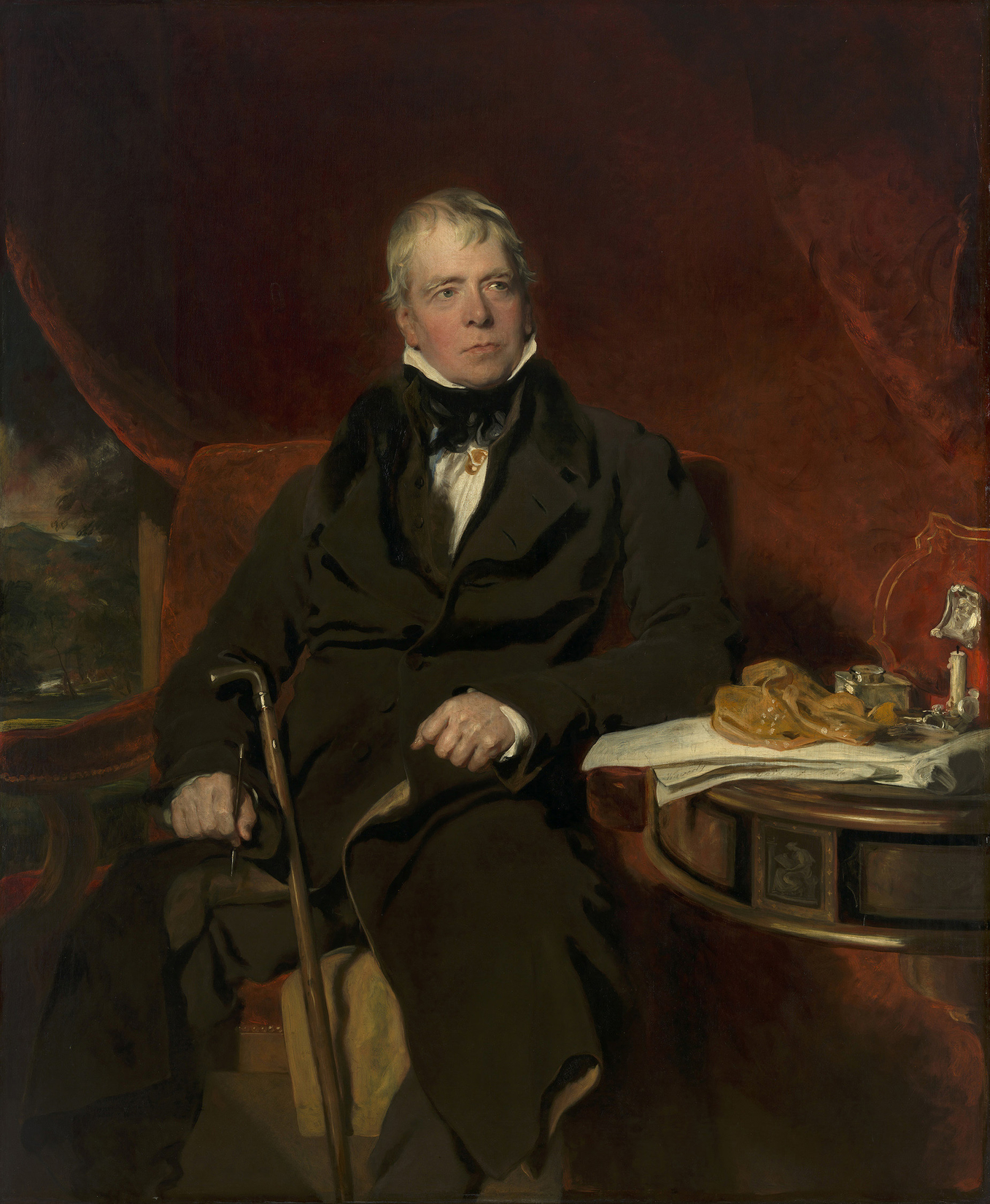
сэр Вальтер Скотт.
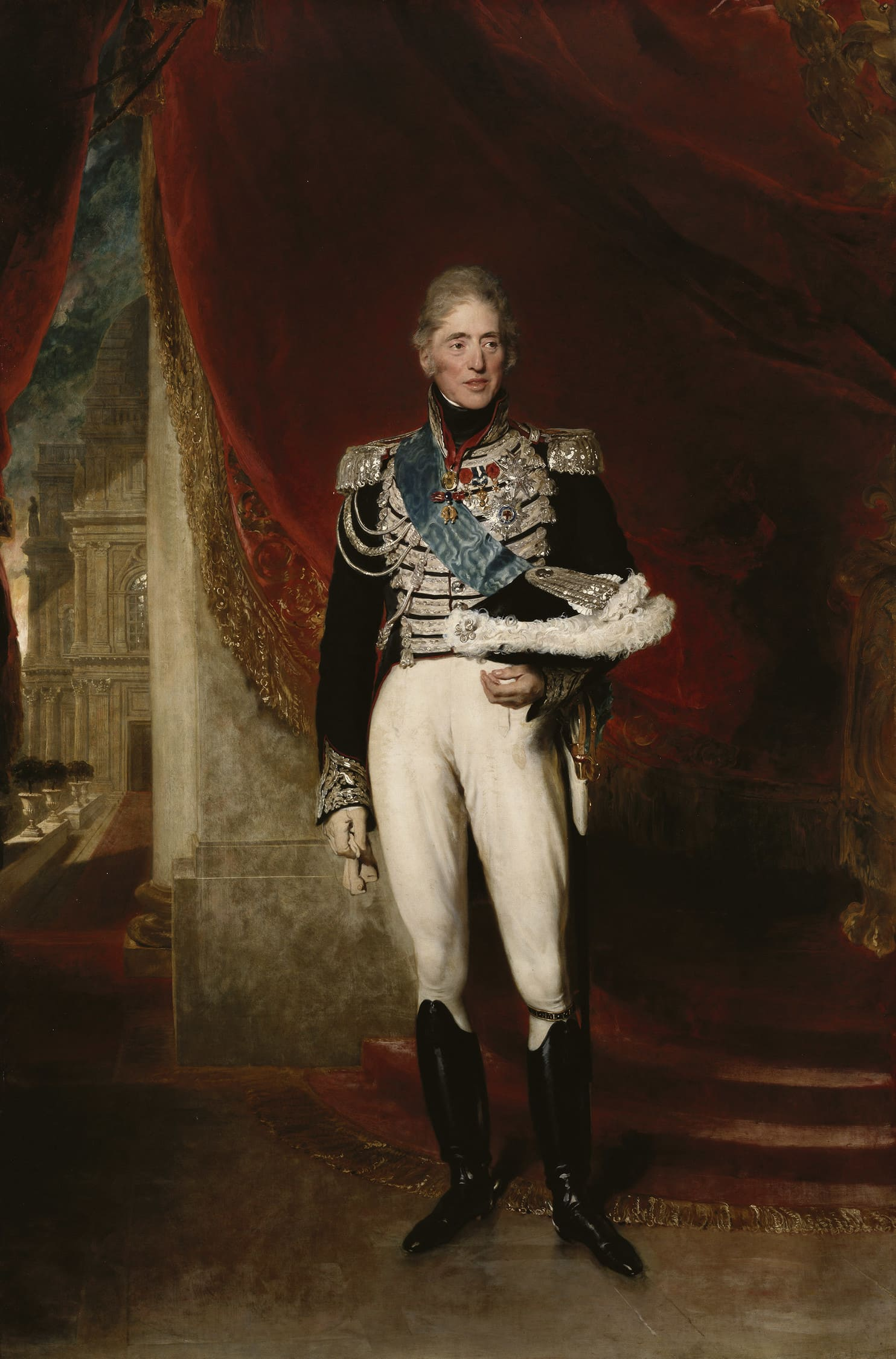
Король Франции Карл X.
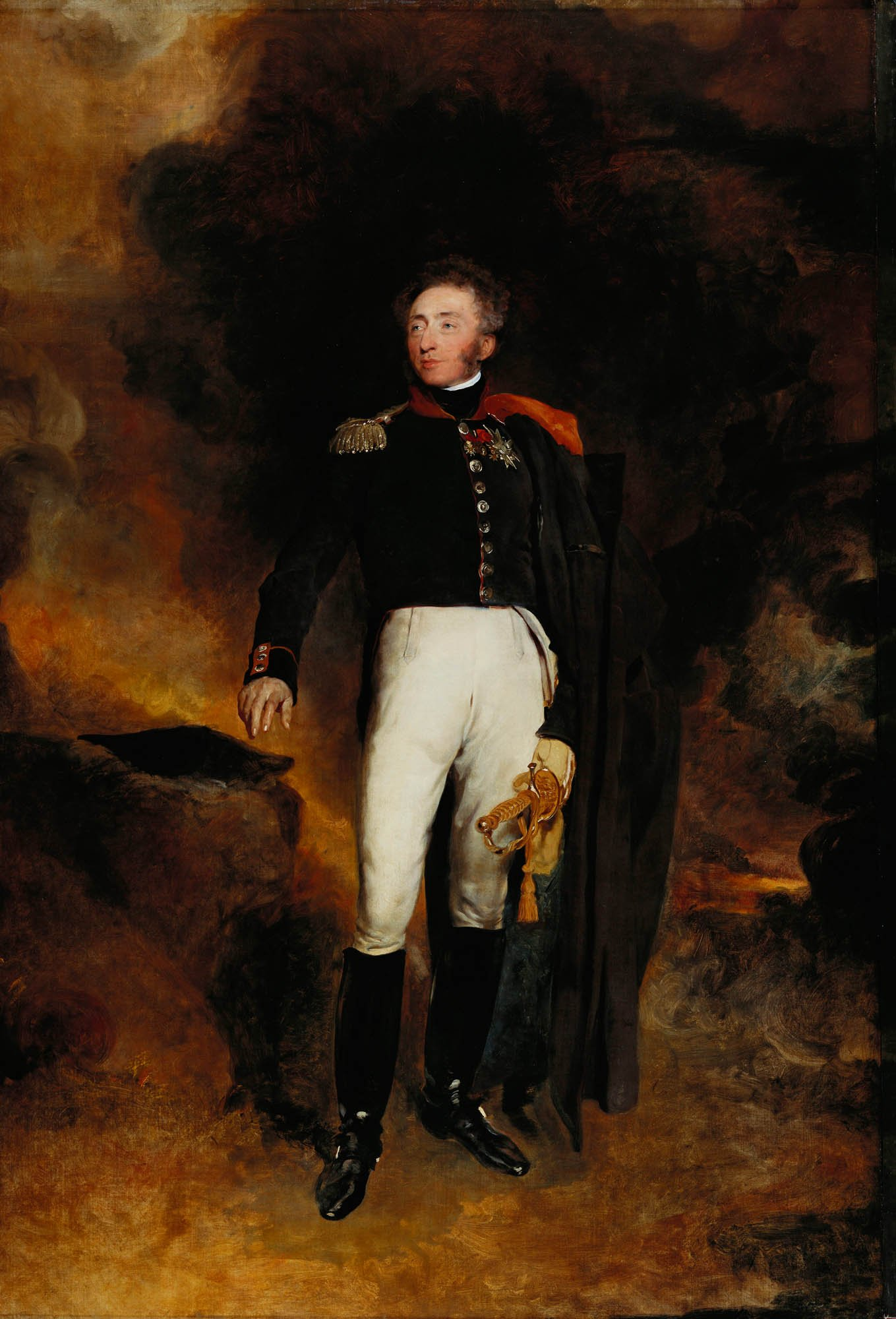
Людовик, герцог Ангулемский.
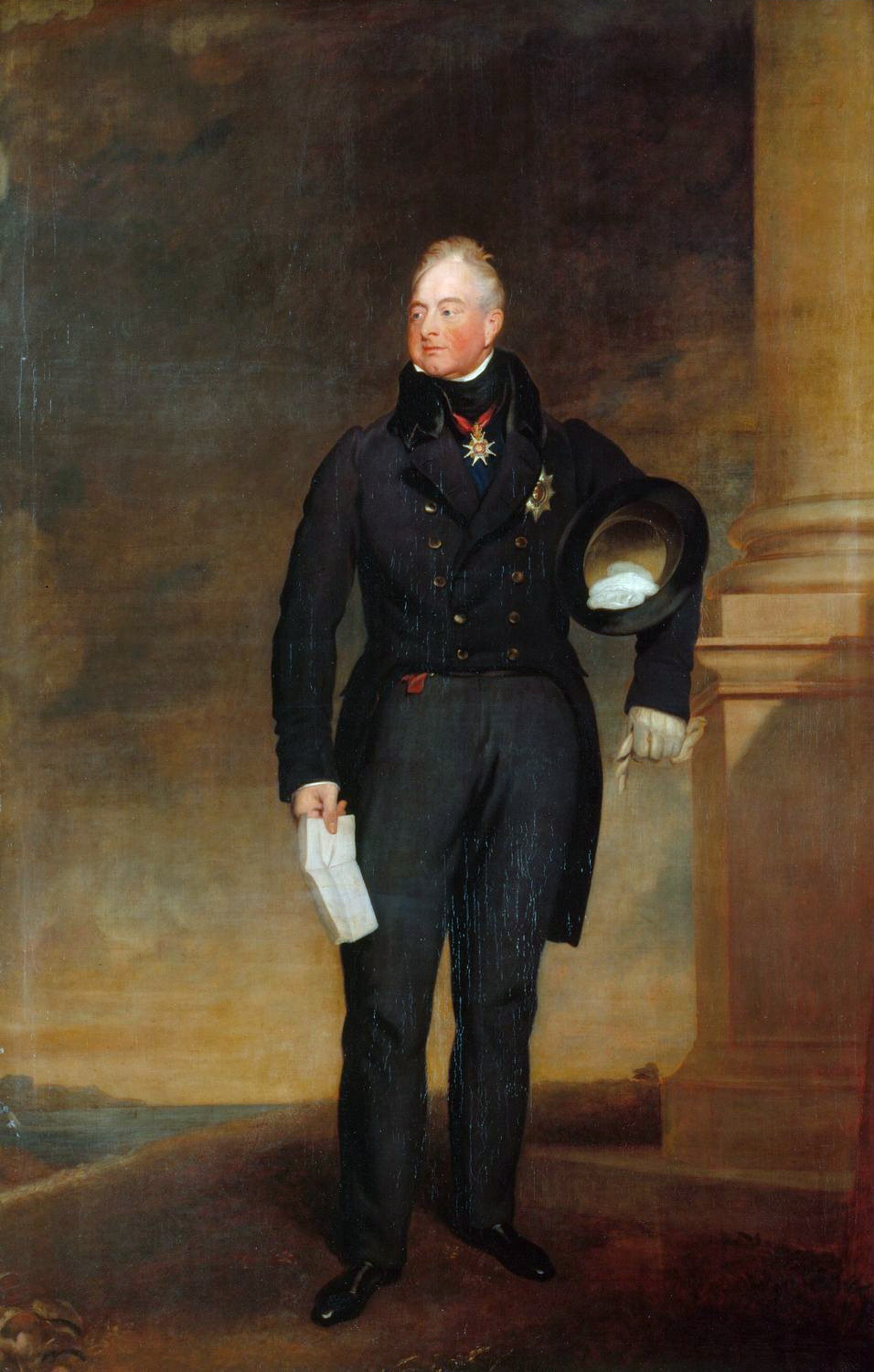
Король Великобритании Вильгельм IV.
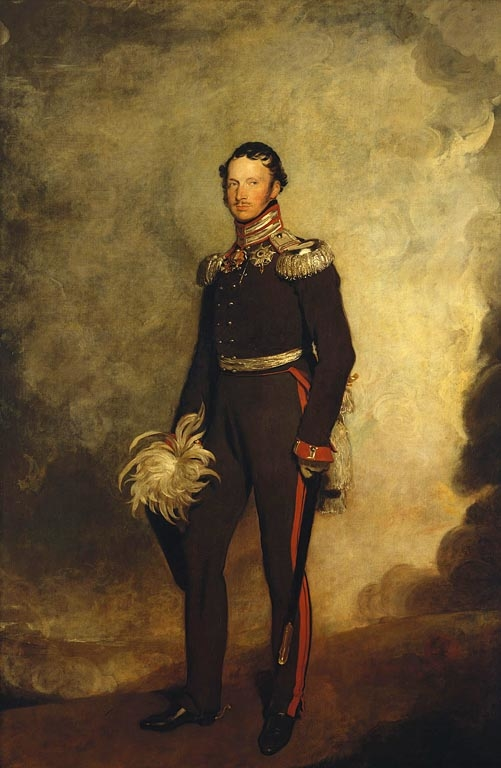
Король Пруссии Фридрих Вильгельм III.
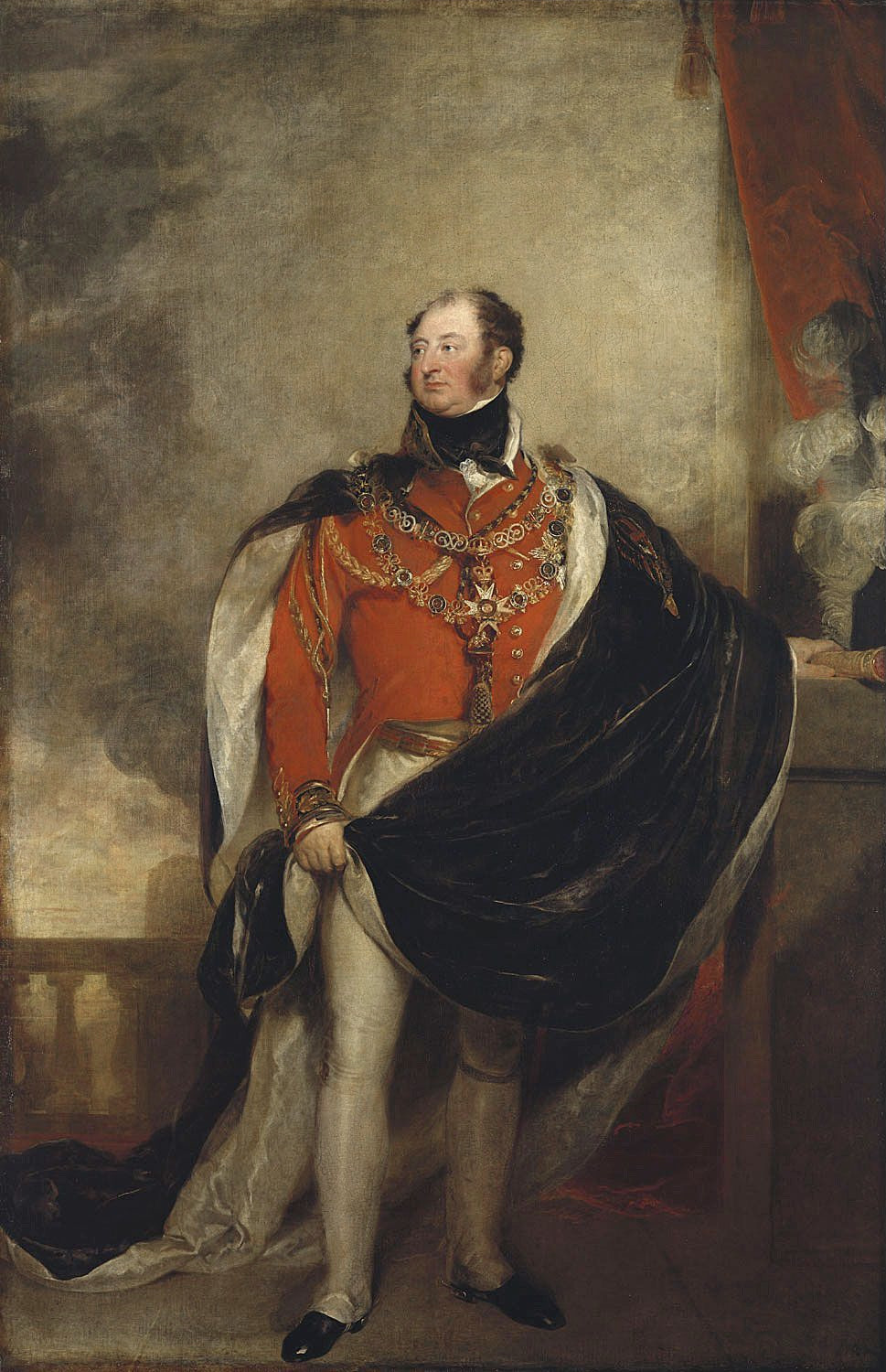
Член британской королевской семьи, фельдмаршал и военный администратор Фредерик, герцог Йоркский.
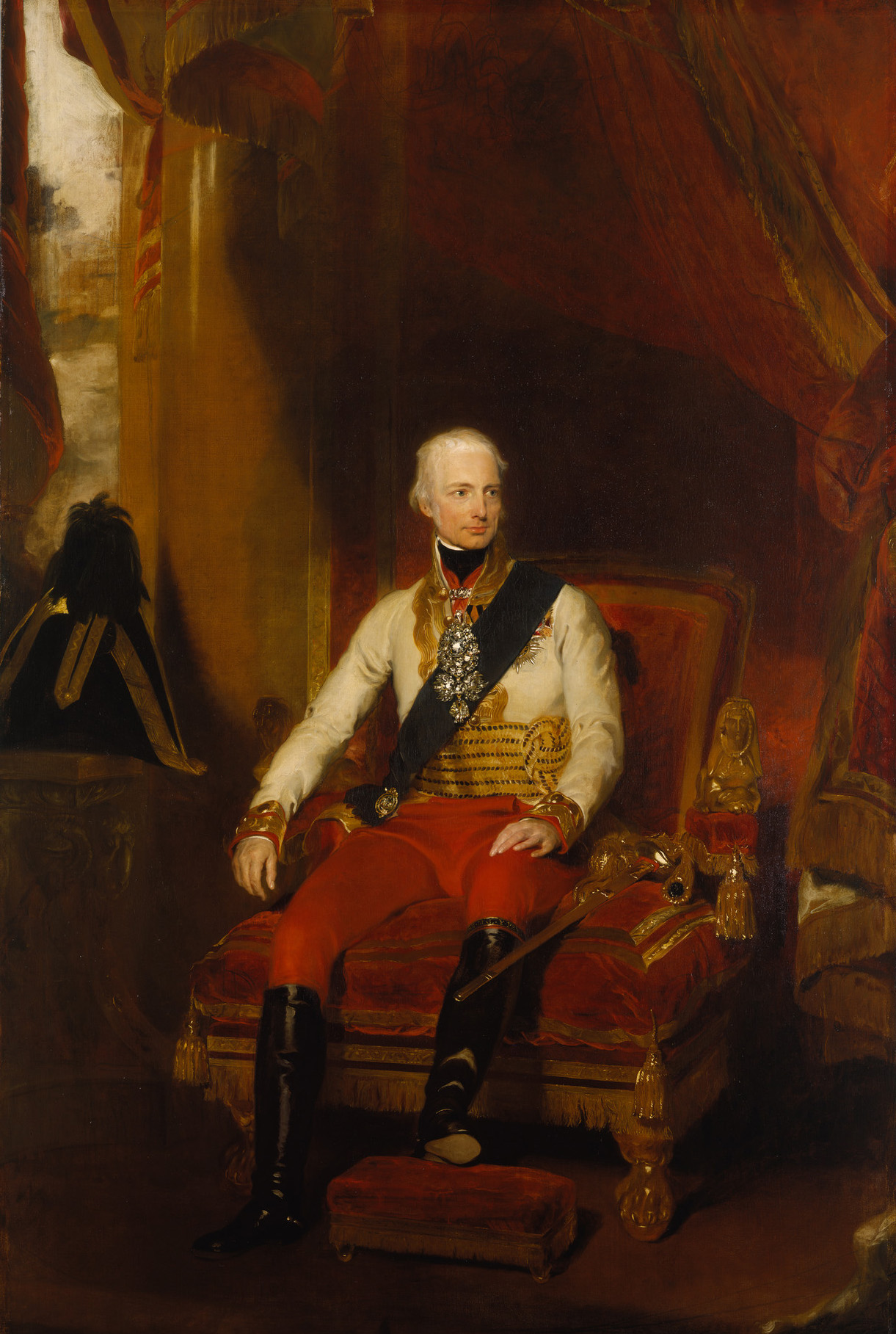
Австрийский император Франц II.
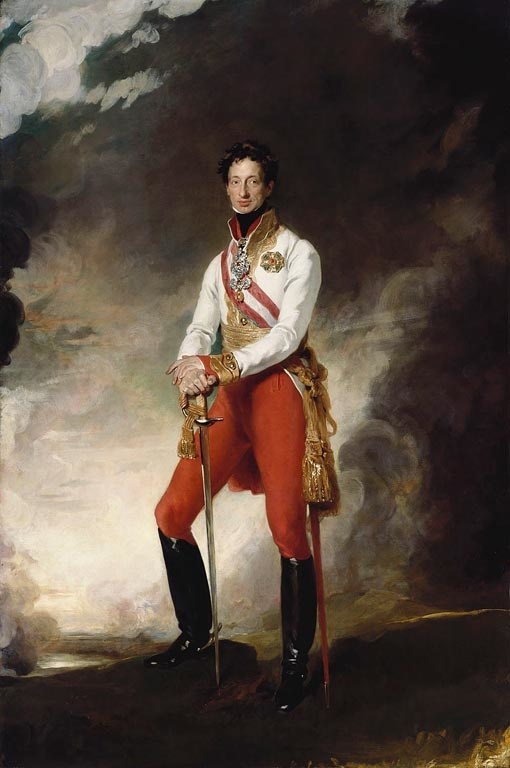
Австрийский полководец Эрцгерцог Карл.
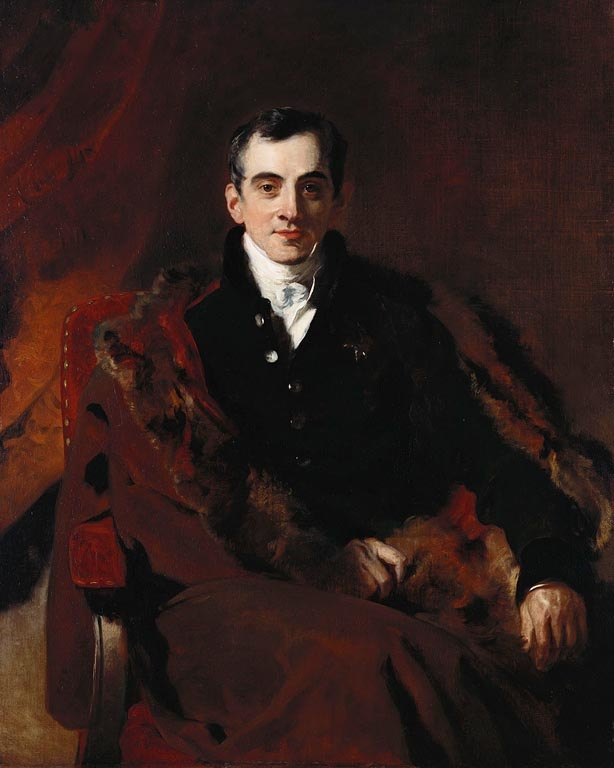
Русский и греческий государственный деятель Иоанн Каподистрия.
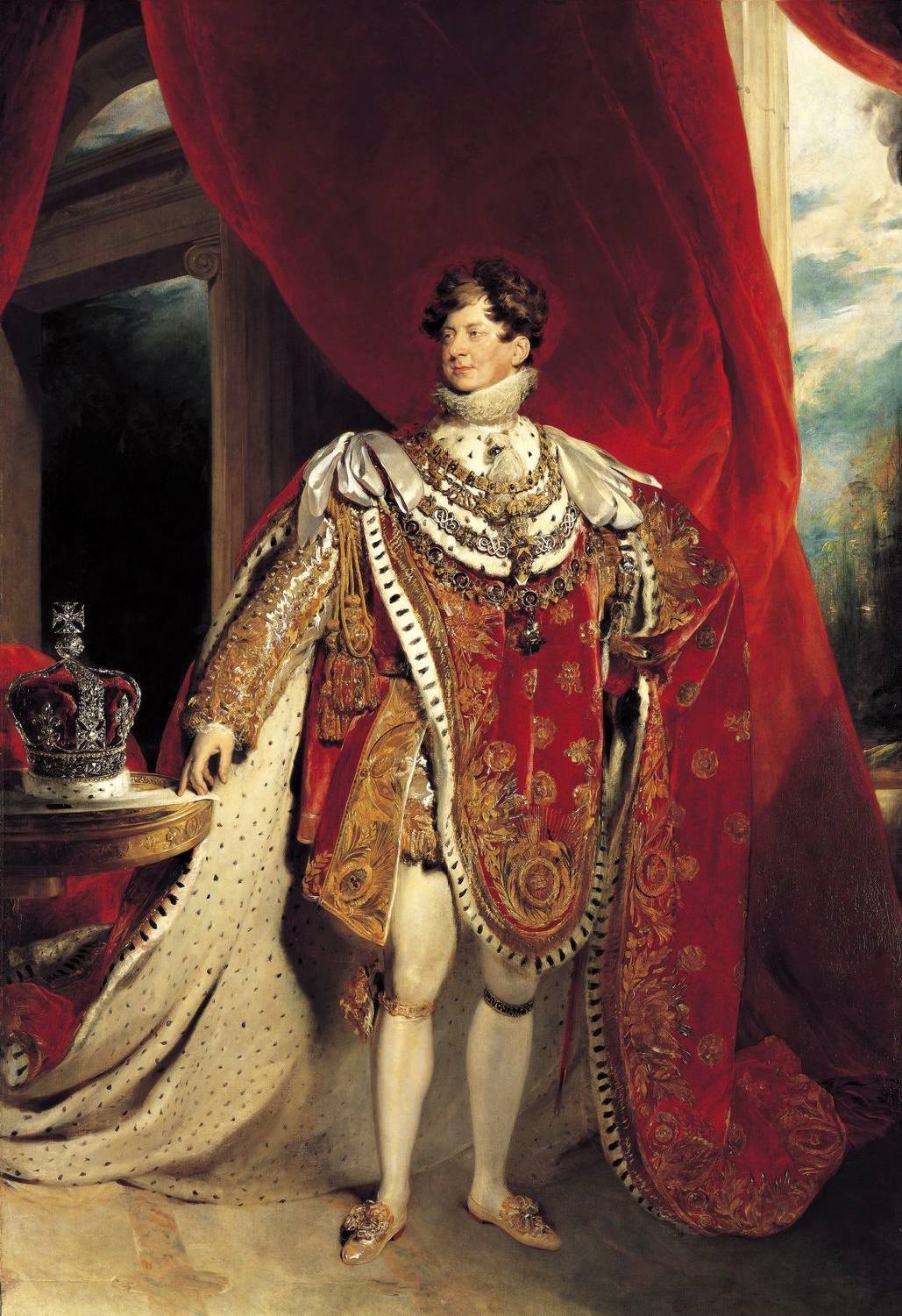
Король Великобритании Георг IV.